# Voksenåsen
Voksenåsen er et højtliggende område i bydelen Vestre Aker i Oslo, omtrent 500 meter over havet, afgrænset af Holmenkollbanen i syd, vest og nord. Nord for området ligger Nordmarka, med Sørkedalen i vest, Bogstad i sydvest og Holmenkollen i sydøst.
59°58′25″N 10°39′37″Ø / 59.97351°N 10.66026°Ø